# Puma Rodríguez
José Luis Rodríguez Bebanz (Canelones, 14 de março de 1997), mais conhecido como Puma Rodríguez ou simplesmente Pumita, é um futebolista uruguaio que atua como lateral-direito. Atualmente defende o Vasco da Gama e a Seleção Uruguaia.

## Carreira

### Danubio

#### 2015-16
Pumita foi revelado pelo Danubio-URU, e atuou pela primeira no time profissional no dia 12 de abril de 2016, aos 19 anos, em partida válida pela 7ª rodada da Primera División Clausura, ocorrida durante a primeira divisão do campeonato uruguaio. A partida terminou em 1-1 contra o Racing Club de Montevideo. No jogo seguinte, contra o Peñarol, o lateral direito foi expulso após dois cartões amarelos no decorrer do segundo tempo. Seu clube perdeu a partida por 2-1.[carece de fontes?]
Ao final da competição daquela temporada, o Danubio ficou apenas em 15º colocado disputando a Clausura. No agregado, o clube garantiu a 12ª posição e não se classificou às finais do campeonato do Uruguai. Puma jogou somente 5 jogos naquela temporada.[carece de fontes?]

#### 2016-17
Pumita começou a temporada pelo Campeonato Uruguaio Especial em 2016 contra o Nacional, e viu seu time vencer o futuro campeão, com 34 pontos, da competição por 2-1, com ele atuando os 90 minutos. José viria a jogar somente a partida seguinte, e depois figurou no banco de reservas por mais uma partida, até deixar de ser relacionado por 3 partidas (seja por opção do treinador, ou por estar com a seleção). Ele retorna no dia 9 de outubro de 2016 e é colocado para disputar a partida contra o Peñarol de lateral esquerdo. Seu time saiu vencedor do duelo com o placar de 3-2.[carece de fontes?]
Seu destaque (e primeiros gols) aconteceu no dia 11 de dezembro de 2016, quando fez dois gols contra o Liverpool-URU na vitória de seu time na última rodada do campeonato. O time de José saiu vencedor por 3-2. Ao fim da competição, o Danubio garantiu a 3ª colocação com 29 pontos, empatado com o Montevideo Wanderers na 2ª colocação. No campeonato, ele fez 6 jogos e 2 gols.[carece de fontes?]
Pela Apertura, Puma não conseguiu vencer nenhum dos dois jogos que disputou. Ele deixou a competição atuando apenas por essas partidas e viu o seu time ficar com a singela 8ª colocação. Pelo Torneio Intermedio, o lateral teve um jogo a mais, se comparado ao torneio anterior. Em 3 partidas, ele experimentou todos os resultados possíveis: perdeu o primeiro, venceu o segundo e empatou no terceiro. Seu time garantiu a 6ª colocação em um grupo de 8 times. O lateral não contribuiu com gols nessa competição.
Pela Clausura, o lateral só não disputou 2 jogos. Ambos por conta de um cartão vermelho que recebeu na partida contra o Fénix em vitória por 1-0. No dia 15 de outubro, Puma faria seu único gol na competição contra o Juventud, na derrota por 2-1. Em 13 partidas disputadas e 1 gol, o jogador contribuiu para que seu time conseguisse a 6ª colocação na disputa. Na classificação geral do Campeonato Uruguaio de Futebol de 2017, o time de José garantiu a 8ª colocação e se classificou à Copa Sul-Americana de 2018.
Pumita não chegou a jogar a Copa Sul-Americana de 2017, já que não esteve no plantel em nenhum dos dois jogos da 1ª Eliminatória contra o Sport, time de Pernambuco. Os uruguaios perderam o primeiro jogo de 3-0, mas conseguiram empatar no jogo de volta no Uruguai. Para sua tristeza, os brasileiros derrotaram o adversário nas penalidades por 4-2.
Ao fim da temporada, o jogador fez 24 jogos e 3 gols.

#### 2018
Pela Apertura, o lateral começou regular, seguindo a onda da boa fase de seu time nas 5 primeiras rodadas. Pumita viu seu time garantir 4 vitórias e 1 empate nas 5 primeiras rodadas iniciais da competição. Ele ajudou o seu time, diretamente, em uma oportunidade: fazendo a assistência para o único gol da partida contra o Wanderes no dia 10 de março de 2018. Contudo, após a derrota na 6ª rodada por 3-0 diante o Liverpool (com direito a David Terans perdendo um pênalti para o Danubio), o lateral se lesionou no tornozelo e ficou de fora por 2 rodadas.
Pumita retornou para o clube no dia 1 de abril de 2018, na vitória sobre o Atenas por 5-0. Ele jogou as últimas 5 partidas, após essa, e conseguiu garantir o seu time na 3ª colocação da competição. Pumita fez 12 jogos e 1 assistência.
Durante o Torneo Intermedio, o clube Danubio não foi muito regular em seus resultados. Pumita não jogou 2 jogos, mas disputou os demais 5. Todavia, só disputou por 90 minutos na primeira rodada e não fez gols ou assistências. Seu clube, no entanto, conseguiu, novamente, a 3ª classificação na competição.
Na Clausura, o jogador demorou até a 3ª rodada para estrear na vitória contra o River Plate-URU de 2-1. Após isso, fez mais 2 jogos até figurar no banco de reservas por mais 3 rodadas. O time enfrentava resultados ruins. Em 10 partidas, eles venceram apenas 2 jogos, perdendo outros 2. Ao fim da competição, Puma concluiu com 8 jogos e 1 assistência. Danubio ficou apenas na 10ª colocação.
Na classificação geral, o Danubio ficou com a 3ª colocação com 8 pontos a menos que o líder Nacional.
Pela Copa Sul-Americana de 2018, Puma esteve em campo nos dois jogos de play-offs. Fora de casa, os uruguaios foram derrotados pelo Deportivo Cali por 3-0. Na volta, o Danubio até venceu, com direito a um gol de Puma, mas o placar de 3-2 não foi favorável e o time do Uruguai estava eliminado novamente na mesma fase da competição.
Puma fez 27 jogos, 1 gol e 2 assistências ao longo da temporada.

#### 2019
A temporada de 2019 não seria boa para Puma. O jogador, por exemplo, não participou de nenhum jogo da Clausura e nem da 2ª Eliminatória da Copa Sul-Americana de 2019 (onde foram eliminados pelo Atlético Mineiro), e atuou por apenas 6 partidas pela Apertura. Ele ainda conseguiu fazer uma assistência contra o Liverpool. Na competição, o time garantiu a 5ª colocação.
No Torneo Intermedio, Puma disputou 2 jogos somente. Seu clube ficou em 8º colocado, com apenas 1 ponto conquistado.
No Campeonato Uruguaio de Futebol de 2019, na classificação geral, o time de Puma ficou na 12ª colocação. E puma fez somente 8 jogos e 1 assistência pela temporada inteira. Ele arrumou suas malas para jogar o Campeonato Argentino de Futebol na temporada de 2019-20 por Empréstimo.

### Racing (empréstimo)
Teve breve passagem pelo Racing em 2019, onde fez apenas uma partida antes de retornar ao clube formador.

### Danubio (retorno de empréstimo)

#### 2020 (-21)
Após passagem tímida pela Argentina, o uruguaio retornou ao seu time formado para a temporada 2020-21. A temporada foi marcada pela Pandemia de COVID-19. Inclusive, o jogador chegou a não atuar em momentos da temporada por causa da COVID-19.
Pela Apertura, o jogador atuou em 14 partidas. Na temporada, no entanto, ele jogou durante 4 partidas por posições diferente das que fazia inicialmente. Em 3 oportunidades, ele foi lateral esquerdo. Nesses jogos, o uruguaio entrou em campo como capitão da equipe. Pumita só conseguiu contribuir com uma assistência nas partidas que fez, mas não conseguiu ultrapassar a má fase do time naquela competição. O treinador Leonardo Ramos, visando conquistar pontos para o time, colocou José como meia-direita na última partida, que terminou em empate por 1-1. Danubio terminou a Apertura com apenas 3 vitórias e 5 empates em 15 jogos. Coincidentemente, a primeira vitória do clube veio na partida em que Puma foi o capitão da equipe. O clube ficou na 13ª colocação no campeonato, apenas 1 ponto do lanterna.
Pelo Intermedio, Pumita não conseguiu muitas oportunidades. Jogou apenas as 3 primeiras partidas, mas figurou no banco de reservas na quarta rodada. Na quinta, o jogador foi diagnosticado com COVID-19 e precisou cumprir quarentena. Ainda sim, quando recuperado, o lateral não atuou mais em nenhuma partida por opção do treinador. Danubio ficou em 5º colocado na competição que haviam 8 times em disputa.
Como era um jogador ofensivo, o treinador optou por colocá-lo em mais jogos como meia-direita. Inclusive, a primeira vitória do time, aconteceu na primeira partida em que Puma esteve de meia. Todavia, o time seguiu irregular e demorou 10 rodadas para que José conseguisse contribuir diretamente com um gol para sua equipe. Na décima partida, pela Clausura, o Danubio enfrentou o Defensor Sporting e o lateral conseguiu acertar uma assistência para Santiago Mederos abrir o placar aos 86 minutos. Todavia, nos acréscimos, Facundo Milán empatou a partida em 1-1. 2 rodadas depois, Puma garantiu mais uma assistência, agora jogando de meia. O jogador serviu Javier Méndez para fechar o placar em 2-1 contra o Nacional. Nas duas partidas seguintes, o, agora, meia-direita fez um gol em cada jogo. Garantiu a virada contra o Boston River (que terminou em 5-1 no final) e abriu o placar no empate em 2-2 contra o Deportivo Maldonado. Assim terminou a competição para Pumita: 14 jogos, 2 gols e 2 assistências.
O Danubio garantiu a 12ª colocação na Clausura.[carece de fontes?] Enquanto isso, na classificação geral, o clube ficou em 15º no Campeonato Uruguaio de Futebol de 2020. Essa campanha ruim fez com que o time fosse rebaixado à segunda divisão do futebol uruguaio após 5 décadas na primeira divisão.

#### 2021
Ainda que rebaixado, Puma seguiu no time durante os primeiros meses de 2021. Ele atuou por 11 jogos na segunda divisão, todos como meia-direita, e conseguiu fazer um gol contra o Juventud na vitória de seu clube por 1-0.[carece de fontes?] Todavia, ainda que o time tivesse bons resultados, o jogador e o clube rescindiram contrato em agosto de 2021. Ele terminou sua passagem naquela temporada com 11 jogos e 1 gol feito.
Ao final de sua passagem pelo time, Pumita fez 106 jogos, 7 gols e 6 assistências.

### Fénix
Em 13 de setembro de 2021, se transferiu para o Fénix-URU. E jogou sua primeira partida contra o Peñarol 5 dias depois. Jogo válido pela primeira rodada da Clausura do Campeonato Uruguaio daquela temporada. Seu primeiro gol com a camisa do Fénix, e único na temporada, aconteceu na 6ª rodada ao fechar a goleada de 4-2 contra o Cerrito. Ao fim da competição, Puma fez 14 jogos e 1 gol.
Na competição, o Fénix ficou em 10º colocado na Clausura. na classificação geral, o time garantiu a 9ª colocação e ficou apenas a 2 pontos de se garantir na Copa Sul-Americana de 2022.

### Nacional
Chamou atenção do gigante Nacional-URU, e assinou com o clube no dia 7 de janeiro de 2022. Ele estreou contra o Maldonado e conseguiu fazer uma assistência para gol de Matias Zunino, mas a partida terminou com vitória do time adversário por 3-2. Na sequência dos jogos, Puma não participou mais de gols ou assistências e terminou a competição com 13 jogos e 1 assistência. O Nacional ficou em 2º lugar na Apertura.
Quando jogou no Intermedio, Pumita garantiu uma assistência no jogo contra o River Plate do Uruguai e fez sua primeira lei do ex ao fazer o único gol do jogo contra o Danubio. Essas foram as únicas participações de Puma em seus 5 jogos pelo clube naquela competição. Ao final do Intermedio, seu clube garantiu a 1ª colocação.
Quando disputou a Clausura, o lateral experimentou momentos melhores com o elenco. A começar que ele abriu o placar contra o Club Atlético Rentistas na vitória de 3-0 válido pela 2ª rodada da competição. Na partida seguinte, contra o Liverpool-URU, o jogador deu uma assistência para o único gol do jogo, marcado por Franco Fagúndez. A partida foi marcada pela volta de Luis Suárez ao clube uruguaio.
Pumita levou cartão amarelo na rodada contra o Liverpool e foi suspenso por uma partida. Ao retornar, o jogador levou outro amarelo. Na rodada seguinte, contra o Peñarol, o lateral serviu Suárez que fez o segundo gol do jogo, e seu terceiro desde que retornou ao time que o revelou. A partida terminou 3-1 para o time de Puma. No jogo posterior, contra o Plaza Colonia, Pumita deu mais uma assistência para o centroavante ex-Atlético de Madrid. A partida terminou com o mesmo resultado da partida anterior.[carece de fontes?]
José continuou atuando pelo clube até chegar a última rodada, mas sem fazer gols ou dar assistências. Foram 14 jogos, com 1 gol e 3 assistências. A arrasadora temporada do Nacional fez com que o clube garantisse a primeira colocação na Clausura daquela temporada. Com os pontos obtidos ao longo da temporada, o Nacional liderou do Campeonato Uruguaio de Futebol de 2022 com 81 pontos. Isso fez com que o time garantisse vaga direta na Fase de Grupos da Copa Libertadores da América de 2023.
O campeão da Clausura (Nacional) enfrentou o campeão da Apertura (Liverpool) em dois jogos. Nos jogos, o Nacional venceu ambos. Sendo o primeiro por 1-0 e o segundo por 4-1 na prorrogação. Após essas vitórias, o time de Pumita pôde sagrar-se campeão do Campeonato.
Disputando a Copa do Uruguai de Futebol de 2022, a primeira edição da copa, o Nacional enfrentou o Miramar Misiones e o venceu por 1-0. Na rodada seguinte, no entanto, Puma não esteve em campo. Seu clube perdeu de 3-0 para o Rampla Juniors e foi eliminado.
Na equipe, o jogador pôde disputar a Copa Libertadores da América de 2022, mas o time foi eliminado ainda na fase de grupos. Após empatar 1 jogo, ganhar 2 e perder 3. A campanha, no entanto, fez com que o time fosse direto à Copa Sul-Americana de 2022, disputar às oitavas de final.
Pela Sul-Americana, o clube enfrentou o Unión de Santa Fé e ganhou o primeiro jogo, sem Puma em campo, por 2-1. Na partida seguinte, o meia-direita fez um dos 2 gols do time na partida. O jogo terminou 2-1 e os uruguaios puderam comemorar a classificação às quartas de final.
Enfrentando o Atlético Goianiense, na mesma partida que Luís Suárez estreou no clube, o time brasileiro derrotou o Nacional por 1-0 no Estádio Gran Parque Central. Na partida de volta, no Estádio Serra Dourada, os brasileiros conseguiram mais uma vitória, agora de 3-0, e se classificaram eliminando os uruguaios. Naquela temporada, o único brasileiro que Puma venceu foi o Red Bull Bragantino na última partida da fase de grupos da Libertadores. Esse também foi o primeiro time brasileiro que Puma venceu na carreira.
Ao final da temporada, Puma fez 44 jogos, com três gols marcados, além de 5 assistências.

### Vasco da Gama
Em 4 de janeiro de 2023, o Vasco da Gama anunciou a contratação do lateral-direito Pumita Rodríguez. Ele chegou ao Rio de Janeiro no dia 2 de janeiro de 2023, realizou exames médicos e assinou contrato com o clube até o fim de 2025. O jogador foi convocado para Copa do Mundo de 2022 no Qatar pelo Uruguai e custou cerca de 2 milhões de dólares (R$ 10,7 milhões) aos cofres vascaínos.
O clube fez uma brincadeira nas redes sociais ao postar o som de um puma em referência ao apelido do jogador. O apelido, na verdade, não é uma menção à velocidade do lateral e surgiu porque José Luis Rodríguez é também o nome de um cantor venezuelano famoso no continente, conhecido como "El Puma".
Rodríguez fez sua estreia pelo Cruzmaltino no jogo em que o River Plate venceu o Vasco por 3 a 0, em 17 de janeiro de 2023, no Exploria Stadium, em Orlando, nos EUA, pela Florida Cup.
Coincidentemente, Puma esteve relacionado ao Vasco junto com outros 2 uruguaios que dividiram elenco com ele em alguma oportunidade. Antes do lateral assinar com o time brasileiro, o meia-atacante David Terans (que jogou om Puma no Danubio) foi especulado no clube ainda em 2022. Outro jogador especulado foi Franco Fagúndez, que atuou com José no Nacional. As negociações não conseguiram ir para frente e Rodríguez foi o único negociado com o Vasco, em seu primeiro ano de SAF (comprado pela 777 Partners no ano anterior, mas atuando, de fato, pela primeira vez em 2023).
Sua estreia no Campeonato Carioca de Futebol de 2023 ocorreu no dia 26 de janeiro de 2023, quando o Vasco venceu a Portuguesa-RJ pelo placar de 2-0. O uruguaio permaneceria jogando até fazer seu primeiro gol, no dia 27 de fevereiro. A partida foi válida pela 9ª rodada da Taça Guanabara e Pumita fez o 3º gol do clube vascaíno na goleada de 4-1 sob o Boavista. Na partida seguinte, no Clássico dos Milhões, Puma faria seu primeiro gol em clássicos. Ele fez o único gol da partida na vitória contra o Flamengo comandado por Vítor Pereira. A partida marcou a estreia de Manuel Capasso e da volta de Andrey Santos ao elenco vascaíno. O time de José conseguiu se classificar às semifinais do campeonato e voltaria a enfrentar o Flamengo. Na ocasião, o clube vascaíno perdeu ambos os jogos e foi eliminado nas semifinais da competição.
O desempenho do jogador foi muito positivo. Tanto que ele, assim que a competição terminou, foi considerado o melhor lateral direito da competição.
O lateral também esteve em campo nos dois jogos do Vasco pela Copa do Brasil de 2023. Pela primeira partida, enfrentando o Trem-AP, o clube carioca venceu por 4-0. Mas o clube foi eliminado na partida seguinte ao perder, nos pênaltis, para o ABC. Na ocasião, Puma converteu sua cobrança, mas os potiguares conseguiram reverter a situação ganhando de 6-5. A eliminação do clube comandado por Maurício Barbieri foi marcada por ser a segunda vez que o time do Rio Grande do Norte eliminou os cariocas na história.
O uruguaio também esteve em campo na estreia do Vasco no Campeonato Brasileiro de 2023. Na ocasião, o time enfrentaria o Atlético Mineiro na inauguração da Arena MRV, além desse ter sido o primeiro jogo em 4K na história do Brasileirão. O jogo terminou positivo para o clube de Puma, já que eles venceram o clube de Minas Gerais por 2-1, com José atuando por 90 minutos. Pumita seguiu no time comandado por Maurício Barbieri por vários jogos sendo o titular absoluto na sua posição. No entanto, o clube começava a sofrer muitas derrotas consecutivas e adentrou na zona de rebaixamento.
Com a chegada de Ramon Díaz para o comando técnico da equipe, Puma Rodriguez perdeu espaço na equipe titular após ter caído de rendimento no Campeonato Brasileiro. Ele perdeu posição para o zagueiro, improvisado na lateral, Robson Bambu. Posteriormente, Paulo Henrique assumiu a titularidade.
Pumita voltou a jogar como titular em novembro de 2023, em jogo contra o Cruzeiro, fazendo um gol pela equipe após 262 dias sem gols em jogos oficiais. Na 36ª rodada, Puma se destacou fazendo um gol e uma assistência na derrota contra o Corinthians por 4-2.
O lateral alternou entre titular e suplente na reta final do campeonato. Seu último jogo aconteceu na penúltima rodada, na derrota contra o Grêmio por 1-0, na despedida de Luís Suárez da equipe sulista. Na partida final, o Vasco garantiu a permanência na Primeira Divisão ao alcançar a 15ª colocação.

## Seleção Uruguaia

### Seleções de base
Rodríguez fez parte da Seleção do Uruguai Sub-18, Sub-20, Panamericana e Olímpica.

### Copa do Mundo 2022
Em 21 de outubro de 2022, ele apareceu na lista preliminar de 55 jogadores da Seleção Uruguaia para a Copa do Mundo FIFA de 2022. Por fim, ele foi convocado pela Seleção Uruguaia para a Copa do Mundo do Catar, mas não chegou a entrar em campo – o Uruguai foi eliminado na primeira fase.

### Eliminatórias para Copa do Mundo de 2026
Após a campanha ruim do Uruguai. Puma foi convocado para jogar amistosos contra os asiáticos do Japão e da Coreia do Sul. José não jogou contra os japoneses, mas fez sua estreia no dia 28 de março de 2023 contra os sul-coreanos e viu sua seleção ganhar por 2-1.
Passado esse período, o jogador foi convocado às Eliminatórias. Na ocasião, o Uruguai enfrentaria o Chile e o Equador nas duas primeiras rodadas. Puma, no entanto, não entrou em campo em nenhum dos dois jogos. A convocação veio em um momento delicado para o lateral, já que José não vinha sendo titular na equipe carioca há quase 2 meses. Em outubro de 2023, o jogador voltou a ser convocado às Eliminatórias, contudo, foi cortado por não ter se vacinado contra a Febre Amarela. Pumita iria jogar contra a Colômbia na casa do adversário, e o país não permite o desembarque de pessoas que não estejam imunizadas contra essa doença viral.

## Estatísticas
- Atualizado até 5 de janeiro de 2023

| Clube                    | Temporada | Campeonato       | Campeonato | Campeonato | Copa | Copa | Continental | Continental | Outros | Outros | Total | Total |
| Clube                    | Temporada | Divisão          | J          | G          | J    | G    | J           | G           | J      | G      | J     | G     |
| ------------------------ | --------- | ---------------- | ---------- | ---------- | ---- | ---- | ----------- | ----------- | ------ | ------ | ----- | ----- |
| Danubio                  | 2015–16   | Primeira Divisão | 5          | 0          | —    | —    | —           | —           | —      | —      | 5     | 0     |
| Danubio                  | 2016      | Primeira Divisão | 6          | 2          | —    | —    | —           | —           | —      | —      | 6     | 2     |
| Danubio                  | 2017      | Primeira Divisão | 18         | 1          | —    | —    | 0           | 0           | —      | —      | 18    | 1     |
| Danubio                  | 2018      | Primeira Divisão | 25         | 0          | —    | —    | 2           | 1           | —      | —      | 27    | 1     |
| Danubio                  | 2019      | Primeira Divisão | 8          | 1          | —    | —    | —           | —           | —      | —      | 8     | 1     |
| Danubio                  | 2020      | Primeira Divisão | 31         | 2          | —    | —    | —           | —           | —      | —      | 31    | 2     |
| Danubio                  | 2021      | Segunda Divisão  | 11         | 1          | —    | —    | —           | —           | —      | —      | 11    | 1     |
| Danubio                  | Total     | Total            | 104        | 7          | 0    | 0    | 2           | 1           | 0      | 0      | 106   | 8     |
| Racing Club (empréstimo) | 2019–20   | Primeira Divisão | 1          | 0          | —    | —    | —           | —           | —      | —      | 1     | 0     |
| Fénix                    | 2021      | Primeira Divisão | 14         | 2          | —    | —    | —           | —           | —      | —      | 14    | 2     |
| Nacional                 | 2022      | Primeira Divisão | 34         | 2          | —    | —    | 9           | 1           | —      | —      | 43    | 3     |
| Vasco da Gama            | 2023      | Série A          | 0          | 0          | 0    | 0    | —           | —           | 0      | 0      | 0     | 0     |
| Total                    | Total     | Total            | 153        | 11         | 0    | 0    | 11          | 2           | 0      | 0      | 164   | 13    |

1. ↑  Jogos na Copa Sul-Americana.
2. ↑  Seis aparições na Taça Libertadores, três aparições e um gol na Copa Sul-Americana.

## Títulos

### Nacional
- Campeonato Uruguaio: 2022

### Vasco da Gama
- Troféu Serie Río de La Plata: 2024 (Pablo Guiñazú / Juan Ahuntchain)[56][57]

### Seleção Uruguaia Sub-20
- Campeonato Sul-Americano Sub-20: 2017

### Prêmios individuais
- Seleção do Campeonato Carioca: 2023[32]